# Anna Greuze
Anna Geneviève Greuze, född 16 april 1762 i Paris, död 6 november 1842, var en fransk målare som målade främst genre och porträtt.
Hon var dotter och elev till Jean Baptiste Greuze. Många av hennes målningar har antagligen sålts som verk av hennes far.
Hon finns representerad på Nationalmuseum med "Mor och son med en fågel" (NM 7090).

Mor och son med en fågel, målad av Anne-Geneviève Greuze, NM 7090, Nationalmuseum, Stockholm